# Vivian Gibson

Vivian Gibson um 1926 auf einer Fotografie von Alexander Binder

Vivian Gibson, auch Vini Gibson, Pseudonym Elisabeth Holt (* 14. Mai 1893 als Lavinia Seraphine Gibson in Liverpool, England; † 9. Mai 1981 in Wien, Österreich) war eine britische Schauspielerin, Literaturagentin und Schriftstellerin.

## Leben
Gibson war das uneheliche Kind einer Engländerin, nach eigenen Angaben besuchte sie die Mädchenmittelschule des Wiener Frauen-Erwerb-Verein. In London erhielt sie eine Tanzausbildung und stand bereits von Kindesbeinen an als Tänzerin auf der Bühne. Filmauftritte schlossen sich seit dem Ersten Weltkrieg an. Der deutsche Showbühnen-Impresario Rudolf Nelson verpflichtete sie als 24-Jährige und holte sie nach Berlin. Parallel zu ihren Bühnenauftritten spielte Vivian Gibson ab 1922 auch in deutschen Filmen mit. Mit der Gräfin Mariza gelang ihr 1925 der Durchbruch. Nach einem einzigen Tonfilmversuch war die Kinokarriere von Vivian Gibson bereits 1932 beendet.
Danach lebte Gibson in Wien, wo sie für Printmedien übersetzte und eigene Kurzgeschichten schrieb. 1936 wurde sie Lektorin in der Wiener Zweigstelle der Literarischen Agentur Luise Wegner, deren jüdische Besitzerin nach dem „Anschluss“ emigrierte. Gibson führte daraufhin die Agentur weiter. In der Zeit des Nationalsozialismus wurde ihre Abstammung, nicht zuletzt aufgrund ihrer unehelichen Herkunft aus Großbritannien zum Problem, schließlich gaben ihre Mutter und ihre Tante eine eidesstattliche Erklärung ab, anglikanischer Konfession zu sein.
Sie verfasste unter dem Pseudonym Elisabeth Holt zwei Romane, die ökonomisch erfolgreich waren und ihr die Aufgabe der Agentur ermöglichten. Auch nach 1945 schrieb sie weitere Romane, nunmehr unter dem Namen Vini Gibson. Außerdem publizierte sie zahlreiche Übersetzungen aus dem Englischen und Französischen.

## Filmografie (Auswahl)
- 1916: Odd Charges
- 1921: Demos
- 1922: Wildnis
- 1923: Fräulein Raffke
- 1924: Der Mönch von Santarem
- 1924: Niniche
- 1925: Gräfin Mariza
- 1925: Der König und die kleinen Mädchen
- 1925: Der Mann, der sich verkauft
- 1925: Die vertauschte Braut
- 1926: Jagd auf Menschen
- 1926: Hölle der Liebe
- 1926: Der lachende Ehemann
- 1926: Die Kleine vom Variete
- 1926: Nanette macht alles[3]
- 1926: Walpurgisnacht
- 1926: Der Zigeunerbaron
- 1927: Unter Ausschluß der Öffentlichkeit
- 1927: Leichte Kavallerie
- 1927: Liebelei
- 1927: Der Orlow
- 1927: Das Fürstenkind
- 1927: Das Frauenhaus von Rio
- 1927: Man steigt nach
- 1927: Der größte Gauner des Jahrhunderts
- 1928: Andere Frauen
- 1928: Angst
- 1928: Die Durchgängerin
- 1928: Unsere Liebe war Sünde
- 1928: Heiratsfieber
- 1928: Der Unüberwindliche
- 1928: Der moderne Casanova
- 1928: Das Geheimnis der Villa Saxenburg (Die weiße Sonate)
- 1928: Der Scheidungsanwalt (Die Frau von gestern und morgen)
- 1929: Champagner
- 1929: Hütet Euch vor leichten Frauen
- 1929: Der Dieb im Schlafcoupé
- 1929: Freiheit in Fesseln
- 1929: Frühlingsrauschen
- 1930: Karriere
- 1932: Der tolle Bomberg

## Werke
- Gerda und der Zobel. Franckh, Stuttgart 1940.
- Troy in der Kurve. Franckh, Stuttgart 1941.
- Marielies Brandts wundervolles Jahr (2 Bände). Kraemer, Wien 1950.